# Styrov
Styrov (Duits: Stirau) is een Tsjechische plaats in de gemeente Červený Újezd in de regio Midden-Bohemen en maakt deel uit van het district Benešov. Het dorp ligt op ongeveer 1,5 km afstand van Červený Újezd.
Styrov telt 16 inwoners (2021).

## Geschiedenis
De eerste schriftelijke vermelding van het dorp dateert van 1318.
Sinds 1967 maakt Styrov deel uit van de gemeente Červený Újezd.

## Verkeer en vervoer

### Autowegen
Er leidt een regionale weg naar het dorp.

### Spoorlijnen
Er is geen spoorlijn of station in Styrov. Het dichtstbijzijnde station is in Červený Újezd.

### Buslijnen
Er is geen bushalte in het dorp. De dichstbijzijnde halte is in Červený Újezd.

## Galerij

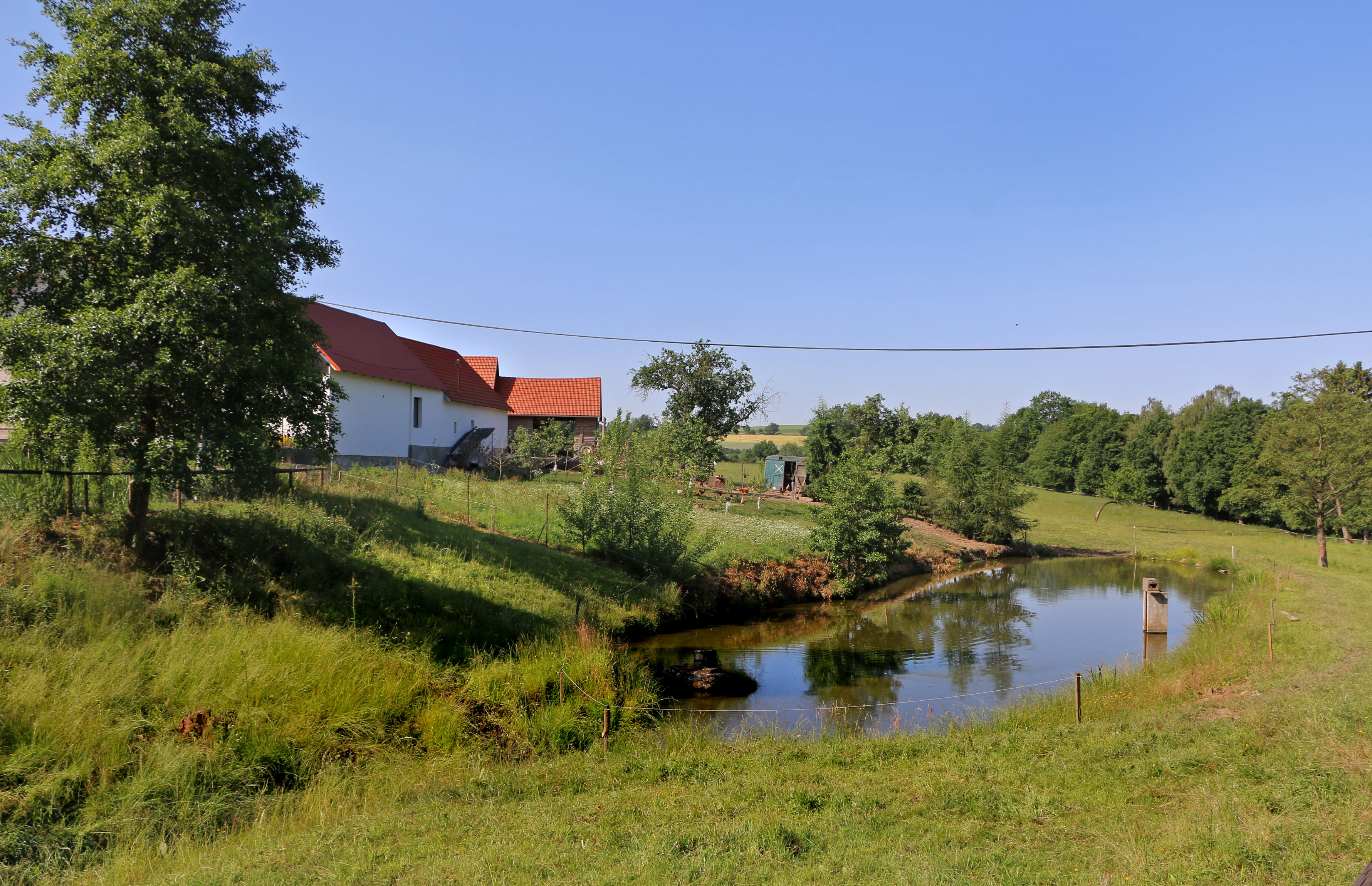
Dorpsvijver (2017)
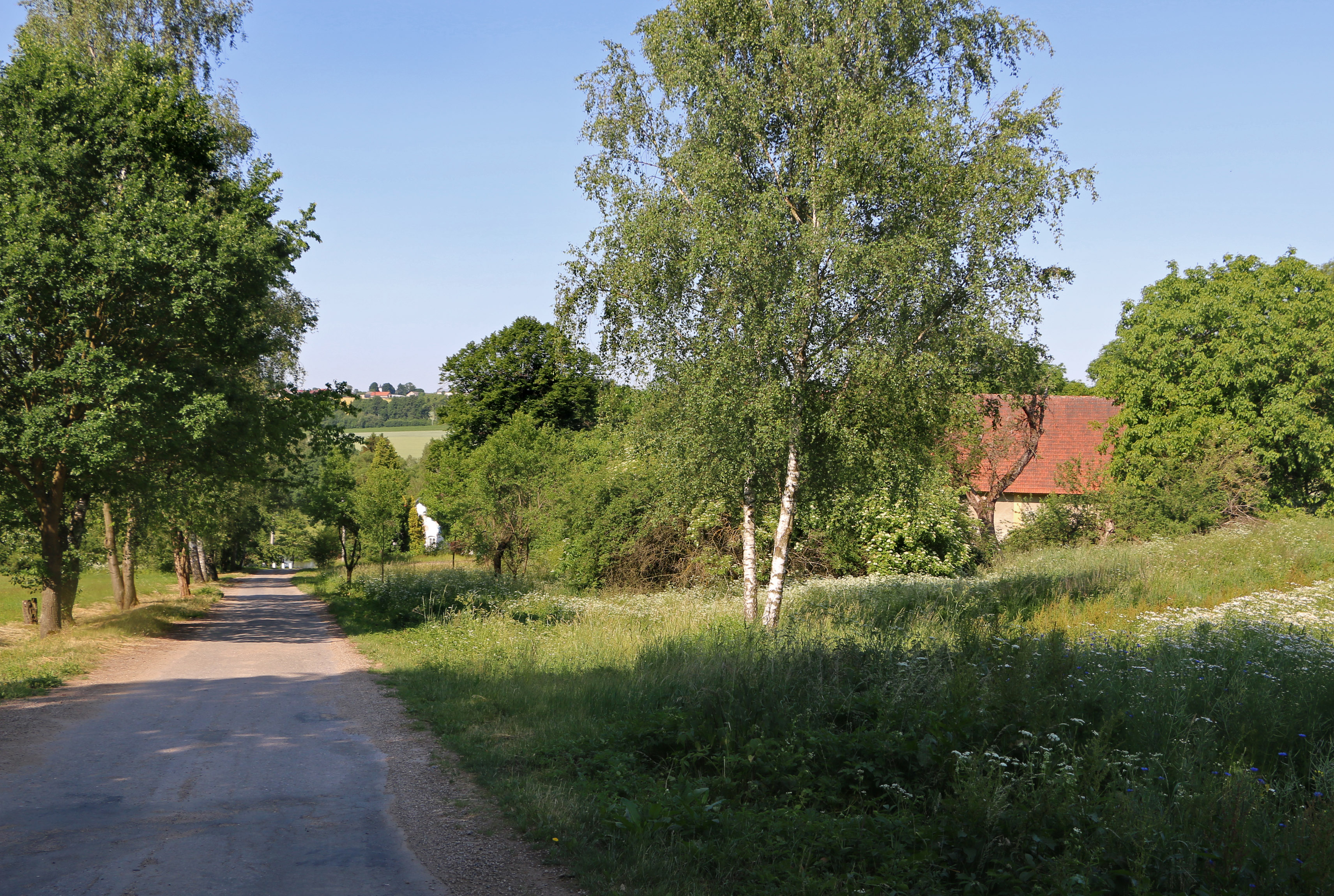
Oostkant van het dorp (2017)